# شورشی: دزدی که مردم را دزدید
شورشی: دزدی که مردم را دزدید (کره‌ای: 역적: 백성을 훔친 도적; لاتین‌نویسی اصلاح‌شده: Yeokjuk: baegseong-eul humchin dojeog) یک مجموعهٔ تلویزیونی کره جنوبی با بازی یون کیون-سانگ، کیم جی-سوک، کیم سانگ جونگ و لی هانی است. این مجموعه از ۳۰ ژانویه تا ۱۶ مه ۲۰۱۷، روزهای دوشنبه و سه‌شنبه ساعت ۲۲:۰۰ (کی‌اس‌تی) از ام‌بی‌سی پخش شد. این مجموعه با آمار بینندگان متوسط ۱۱٫۳۴٪، یک موفقیت بود و به خاطر طرح داستانی و عملکرد بازیگران، هم مورد تمجید و ستایش منتقدان و هم بینندگان قرار گرفت.

## بازیگران

### اصلی
- یون کیون-سانگ در نقش هونگ گیل-دونگ[۸]
  - لی رو-وون در نقش جوانی هونگ گیل-دونگ
- چه سو بین در نقش سونگ گا-ریونگ[۹]

علاقمند به گیل-دونگ.
- کیم سانگ جونگ در نقش هونگ آه مو-گه[۱۰]

پدر گیل-دونگ
- کیم جی-سوک در نقش ولیعهد لی یونگ (بعدا شاه یون‌سان‌گون)[۱۱]
- لی هانی در نقش گونگ-هوا (بعدا به جانگ نوک سو تغییر نام می‌دهد)[۱۲]

همسر یون‌سان‌گون و عشق اول گیل-دونگ

## تولید
- در ابتدا به بازیگران نام گونگ مین و جی سونگ برای نقش اصلی مرد پیشنهاد شده بود اما در نهایت نقش اصلی به یون کیون-سانگ رسید.
- اولین جلسهٔ فیلم‌نامه خوانی در ۳۰ دسامبر ۲۰۱۶ در ایستگاه پخش ام‌بی‌سی در سانگام انجام شد.[۱۳][۱۴]

## جوایز و نامزدی‌ها
| سال  | مراسم جوایز                       | دسته                                                     | نامزد                        | نتیجه    | منابع                |
| ---- | --------------------------------- | -------------------------------------------------------- | ---------------------------- | -------- | -------------------- |
| ۲۰۱۷ | دهمین جوایز درامای کره            | جایزه بزرگ (دسانگ)                                       | کیم سانگ جونگ                | برنده    | [ ۱۵ ] [ ۱۶ ]        |
| ۲۰۱۷ | دهمین جوایز درامای کره            | بهترین درام                                              | شورشی: دزدی که مردم را دزدید | نامزدشده | [ ۱۵ ] [ ۱۶ ]        |
| ۲۰۱۷ | دهمین جوایز درامای کره            | بهترین کارگردان تولید                                    | کیم جین-مان                  | نامزدشده | [ ۱۵ ] [ ۱۶ ]        |
| ۲۰۱۷ | دهمین جوایز درامای کره            | بهترین فیلم‌نامه                                          | هوانگ جین-یونگ               | نامزدشده | [ ۱۵ ] [ ۱۶ ]        |
| ۲۰۱۷ | دهمین جوایز درامای کره            | جایزه برترین بازیگر مرد                                  | کیم جی-سوک                   | برنده    | [ ۱۵ ] [ ۱۶ ]        |
| ۲۰۱۷ | دهمین جوایز درامای کره            | جایزه برترین بازیگر زن                                   | لی هانی                      | برنده    | [ ۱۵ ] [ ۱۶ ]        |
| ۲۰۱۷ | دهمین جوایز درامای کره            | جایزه بازیگر برتر مرد                                    | یون کیون-سانگ                | نامزدشده | [ ۱۵ ] [ ۱۶ ]        |
| ۲۰۱۷ | اولین جوایز سئول                  | بهترین درام                                              | شورشی: دزدی که مردم را دزدید | نامزدشده | [ ۱۷ ] [ ۱۸ ]        |
| ۲۰۱۷ | اولین جوایز سئول                  | بهترین بازیگر نقش اول مرد                                | یون کیون-سانگ                | نامزدشده | [ ۱۷ ] [ ۱۸ ]        |
| ۲۰۱۷ | اولین جوایز سئول                  | بهترین بازیگر نقش مکمل مرد                               | کیم جی-سوک                   | نامزدشده | [ ۱۷ ] [ ۱۸ ]        |
| ۲۰۱۷ | اولین جوایز سئول                  | بهترین بازیگر نقش مکمل زن                                | لی هانی                      | برنده    | [ ۱۷ ] [ ۱۸ ]        |
| ۲۰۱۷ | جوایز ای‌بی‌یو                      | جایزه ستودنی                                             | شورشی: دزدی که مردم را دزدید | برنده    | [ ۱۹ ]               |
| ۲۰۱۷ | جوایز تلویزیون آسیایی             | بهترین سریال درام                                        | شورشی: دزدی که مردم را دزدید | نامزدشده | [ ۲۰ ]               |
| ۲۰۱۷ | سی و ششمین جوایز درامای ام‌بی‌سی    | جایزه بزرگ (دسانگ)                                       | کیم سانگ جونگ                | برنده    | [ ۲۱ ] [ ۲۲ ] [ ۲۳ ] |
| ۲۰۱۷ | سی و ششمین جوایز درامای ام‌بی‌سی    | درامای سال                                               | شورشی: دزدی که مردم را دزدید | برنده    | [ ۲۱ ] [ ۲۲ ] [ ۲۳ ] |
| ۲۰۱۷ | سی و ششمین جوایز درامای ام‌بی‌سی    | نویسنده سال                                              | هوانگ جین-یونگ               | برنده    | [ ۲۱ ] [ ۲۲ ] [ ۲۳ ] |
| ۲۰۱۷ | سی و ششمین جوایز درامای ام‌بی‌سی    | جایزه برترین بازیگر مرد در یک درام دوشنبه-سه‌شنبه         | کیم سانگ جونگ                | نامزدشده | [ ۲۱ ] [ ۲۲ ] [ ۲۳ ] |
| ۲۰۱۷ | سی و ششمین جوایز درامای ام‌بی‌سی    | جایزه برترین بازیگر مرد در یک درام دوشنبه-سه‌شنبه         | یون کیون-سانگ                | نامزدشده | [ ۲۱ ] [ ۲۲ ] [ ۲۳ ] |
| ۲۰۱۷ | سی و ششمین جوایز درامای ام‌بی‌سی    | جایزه برترین بازیگر زن در یک درام دوشنبه-سه‌شنبه          | لی هانی                      | برنده    | [ ۲۱ ] [ ۲۲ ] [ ۲۳ ] |
| ۲۰۱۷ | سی و ششمین جوایز درامای ام‌بی‌سی    | جایزه بازیگر برتر زن، در یک درام دوشنبه-سه‌شنبه           | چه سو بین                    | برنده    | [ ۲۱ ] [ ۲۲ ] [ ۲۳ ] |
| ۲۰۱۷ | سی و ششمین جوایز درامای ام‌بی‌سی    | جایزه بازیگری طلایی، بازیگر مرد در یک درام دوشنبه-سه‌شنبه | کیم بیونگ اوک                | نامزدشده | [ ۲۱ ] [ ۲۲ ] [ ۲۳ ] |
| ۲۰۱۷ | سی و ششمین جوایز درامای ام‌بی‌سی    | جایزه بازیگری طلایی، بازیگر زن در یک درام دوشنبه-سه‌شنبه  | سو یی سوک                    | برنده    | [ ۲۱ ] [ ۲۲ ] [ ۲۳ ] |
| ۲۰۱۷ | سی و ششمین جوایز درامای ام‌بی‌سی    | جایزه محبوبیت، بازیگر مرد                                | یون کیون-سانگ                | نامزدشده | [ ۲۱ ] [ ۲۲ ] [ ۲۳ ] |
| ۲۰۱۷ | سی و ششمین جوایز درامای ام‌بی‌سی    | جایزه محبوبیت، بازیگر زن                                 | لی هانی                      | نامزدشده | [ ۲۱ ] [ ۲۲ ] [ ۲۳ ] |
| ۲۰۱۷ | سی و ششمین جوایز درامای ام‌بی‌سی    | بهترین بازیگر تازه‌کار مرد                                | کیم جونگ-هیون                | برنده    | [ ۲۱ ] [ ۲۲ ] [ ۲۳ ] |
| ۲۰۱۷ | سی و ششمین جوایز درامای ام‌بی‌سی    | بهترین بازیگر تازه‌کار مرد                                | شیم هی-سوپ                   | نامزدشده | [ ۲۱ ] [ ۲۲ ] [ ۲۳ ] |
| ۲۰۱۷ | سی و ششمین جوایز درامای ام‌بی‌سی    | بهترین بازیگر تازه‌کار زن                                 | لی سو-مین                    | نامزدشده | [ ۲۱ ] [ ۲۲ ] [ ۲۳ ] |
| ۲۰۱۷ | سی و ششمین جوایز درامای ام‌بی‌سی    | بهترین بازیگر جوان                                       | لی رو-وون                    | برنده    | [ ۲۱ ] [ ۲۲ ] [ ۲۳ ] |
| ۲۰۱۷ | سی و ششمین جوایز درامای ام‌بی‌سی    | بهترین بازیگر جوان                                       | جونگ سو-این                  | نامزدشده | [ ۲۱ ] [ ۲۲ ] [ ۲۳ ] |
| ۲۰۱۷ | سی و ششمین جوایز درامای ام‌بی‌سی    | جایزه بهترین کاراکتر، روح مبارز بازیگری                  | کیم سانگ جونگ                | نامزدشده | [ ۲۱ ] [ ۲۲ ] [ ۲۳ ] |
| ۲۰۱۸ | پنجاه و چهارمین جوایز هنری بکسانگ | بهترین بازیگر مرد                                        | کیم سانگ جونگ                | نامزدشده | [ ۲۴ ]               |